# Jean Reich
Jean Reich (* 12. Juni 1873 in Sennwald; † 7. März 1950 in Thal SG) war ein Schweizer Sportschütze.

## Erfolge
Jean Reich nahm an den Olympischen Zwischenspielen 1906 in Athen in acht Disziplinen teil. In den vier Pistolen-Disziplinen im Einzel, in denen er antrat, verpasste er jeweils ebenso eine vordere Platzierung wie mit dem Freien Gewehr auf 300 m. Mit dem Militärgewehr auf 300 m belegte er hinter Louis-Marcel Richardet und vor Raoul de Boigne den zweiten Platz, mit dem Militärgewehr aus dem Modelljahr 1874 auf 200 m wurde er hinter Léon Moreaux und Louis-Marcel Richardet Dritter. In der Mannschaftskonkurrenz sicherte er sich mit dem Freien Gewehr die Goldmedaille, als die Schweizer Mannschaft, zu der neben Reich noch Konrad Stäheli, Louis-Marcel Richardet, Alfred Grütter und Marcel Meyer de Stadelhofen zählten, den Wettbewerb vor Norwegen und Frankreich auf dem ersten Platz beendete.
Bei Weltmeisterschaften gewann Reich insgesamt 22 Medaillen mit dem Freien Gewehr. Zehnmal wurde er dabei Weltmeister, davon siebenmal zwischen 1906 und 1913 mit der Mannschaft im Dreistellungskampf. In der Einzelkonkurrenz sicherte er sich 1910 in Loosduinen den Titelgewinn, im selben Jahr wurde er auch Weltmeister in der Stehend-Position. 1907 hatte er in Zürich bereits den ersten Platz im stehenden Anschlag belegt. Darüber hinaus gewann Reich neun Silber- und drei Bronzemedaillen.